# Arktikum
Arktikum je muzej in znanstveni center v Rovaniemiju na Finskem, ki je bil odprt leta 1992. Stavba je tudi priljubljena kulturna destinacija in prizorišče za srečanja in konference ter ima kavarno in knjižnico, ki služi strankam. V Arktikumu delujeta dve ločeni razstavi: Arktični center in regionalni muzej Laponske, ustanovljen leta 1975.

## Center
V Arktičnem centru je Inštitut za severno okolje in pravice manjšin. Ta se osredotoča na raziskovanje pravic domorodnega prebivalstva, na primer pravice do lastnega jezika in kulture.
Center ponuja tudi informacijsko storitev. Ta pripomoček nudi informacije o arktičnih regijah. Poleg tega informacijska služba sodeluje pri oblikovanju informacijskega omrežja za Barentsovo regijo, pa tudi pri oblikovanju omrežja, ki pokriva celotne polarne regije.
Organizacija Finnbarents je organizacija strokovnjakov, ki so specializirani za svoje delo v regijah severa, zlasti severozahodne Rusije, pa tudi na drugih območjih Rusije in Baltika. V Arktikumu so tudi občasne razstave.

## Zgodovina
Arktikum so za javnost odprli 6. decembra 1992, na 75. obletnico neodvisnosti Finske. Zasnovala ga je danska arhitekturna skupina Birch-Bonderup & Thorup-Waade. Novi prizidek v obliki polmeseca sta zasnovala Claus Bonderup in Janne Lehtipalo, dokončan pa je bil jeseni 1997.

## Arhitektura
V stavbi je bilo uporabljenih veliko lokalnih naravnih materialov: tla so izdelana iz granita Perttaus – najtrše vrste, ki je na voljo na Finskem – in iz z apnom opranega laponskega bora. Stoli so narejeni iz brezove in jelenove kože.
Najbolj viden del muzeja, njegov stekleni hodnik, je dolg 172 metrov in ga razpolavlja 30 metrov široka cesta Kittilä. Cev služi kot »vrata na sever«, saj je vhodno preddverje na južnem koncu in gostje se ob prihodu usmerijo proti severu. Razstavni prostor je zaščiten pod zemljo in posnema način, kako se živali na severu skrivajo pred grobo mrzlo zimo z zakopavanjem pod sneg.

## Nagrade
Po mnenju Topworld International je muzej 4. najboljša popotniška atrakcija na Finskem.

## Pokrajinski muzej Laponske
Pokrajinski muzej Laponske s svojo razstavo Poti severa predstavlja ljudstva severa in pripoveduje o zgodovini Laponske. Vtise o kulturi Sámi prenašajo tako razstave samijske obrti kot tukaj razstavljene tradicionalne noše Sámijev. Muzej prikazuje spreminjajoče se razstave. Tukaj se sklicuje na življenje na Laponskem kot celoti, pa tudi na življenje Samijev na Laponskem.

## Gallery
- Stavba
- Glavna dvorana
- Severni sij
- Zima
- Razstava
- Razstava Severna pot
- Inuitska skulptura